# Kim Borg
Kim Borg (født 7. august 1919, død 28. april 2000) var en finskfødt basbaryton, sanglærer og komponist, der fra ca. 1950 boede i København, men havde en international karriere som sanger.
Han blev kemiingeniør i 1946, men samtidigt med sine studier uddannede han sig i sang og komposition både i Helsinki hos Heikki Teittinen, Leo Funtek og Aarre Merikanto og senere i Stockholm hos Andrejewa de Skilondz i København hos Magnus Andersen samt i Østrig, USA og Italien.

## Sangeren
Fra 1946 virkede han nogle år som forskningsingeniør. Han debuterede i 1947 som koncertsanger i Helsinki, og fra 1949 var han udelukkende professionel sanger. I 1951 havde han sin første operarolle som Colline i La Bohème af Puccini på Den Jyske Opera i Århus. Derefter tog karrieren fart med roller over hele Nordeuropa. Han blev tilknyttet Det Kongelige Teater og var senere i fast engagement på operaerne i Stockholm og Hamburg. I oktober 1959 sang han grev Almaviva på Metropolitan-operaen i New York, og i 1961 sang ham Boris Godunov i Moskva. Han var en efterspurgt sanger og optrådte bl.a. i Canada, Australien, New Zealand og Mellemøsten samt ved festspillene i Edinburgh, Glyndebourne, Salzburg og Wien. Han stoppede som operasanger i 1980 og var fra 1972 til 1989 professor i sang ved Det Kongelige Danske Musikkonservatorium. 
Borgs repertoire omfattede partier som Boris Godunov (Modest Mussorgskij), Don Juan (Mozart), Sarastro i Tryllefløjten (Mozart), Philip i Don Carlos (Verdi), Gremin og Onegin i Eugen Onegin (Tjajkovskij), Pizzarro i Fidelio (Beethoven), Basilio i Barberen i Sevilla (Rossini), Golaud i Pelleas og Melisande (Claude Debussy), Hans Sachs i Mestersangerne (Wagner) og mange andre. Han sang med enorm succes Boris Godunov på originalsproget på Bolsjojteatret i Moskva; han beherskede dette parti på fem sprog. 
Foruden sin omfattende operavirksomhed skabte Borg sig internationalt ry som lieder- og oratoriesanger i hele det klassiske repertoire. Han har indsunget talrige grammofonplader.

## Komponisten
Som komponist skrev Kim Borg orkesterværker, kammermusik og sange. Desuden lavede han orkesterarrangementer af Sange og danse om døden af Modest Mussorgskij og værker af Hugo Wolf. Han har desuden udgivet sangpædagogiske arbejder.

### Værker
- basunkoncert
- en strygekvartet
- op. 16 Ophelia Sings (trio for sopran, fløjte & viola)
- op. 22 Ventidue duettini (22 små duet-satser for diverse instrumenter)
- en strygetrio
- Stabat Mater

## Privat
Kim Borg var gift med forfatter Ebon Borg (1924 - 2015), der ejede Danmarks største private samling periodica, og far til dramaturg Mette Borg, gift med Ernst Bruun Olsen  og til sangeren og komponisten Matti Borg. Denne er gift med operasanger Gitta-Maria Sjöberg. De er forældre til sangeren Markus Borg.